# Amina Satō
Amina Satou (さと亜美菜 Satō Amina?) una seiyū y cantante japonesa nacida el 16 de octubre de 1990 en Tokio. En el año 2008 pasó a formar parte del grupo de idols AKB48, grupo del cual formó parte hasta su graduación. A partir de junio de 2014 comenzó a trabajar para Office Osawa.

## Roles Interpretados

### Series de Anime
2011
- Morita-san wa Mukuchi como Megane Musume.
- Morita-san wa Mukuchi. 2 como Megane Musume.

2012
- AKB0048 como Yūka Ichijō.
- Recorder and Randsell Re como Megane Musume (ep 25).
- Sakamichi no Apollon como Mariko.

2013
- AKB0048 next stage como Yūka Ichijō.

2015
- Jewelpet: Magical Change como Nene.
- The Idolmaster Cinderella Girls 2 como Arisu Tachibana (eps 22, 25).
- Triage X como Oriha Nashida.

2016
- Girlish Number como Nanami Sakuragaoka.

2019
- Bermuda Triangle: Colorful Pastrale como Natura.

2021
- Gekidol como Mayuri Nakamura.

### Videojuegos
- The Idolmaster Cinderella Girls como Arisu Tachibana.
- Monster Hunter Explore como Natalie.

### Doblaje
- Johnny Test como Mary Test.
- Un camino hacia el destino como las Voces adicionales.
- El hotel de los secretos como las Voces adicionales.
- Patrulla de Cachorros como Everest.
- Breadwinners como Ketta.
- Harvey Beaks como Piri Piri.